# Brynjar Ingi Bjarnason
Brynjar Ingi Bjarnason (Akureyri, 1999. december 6. –) izlandi válogatott labdarúgó, a norvég HamKam hátvédje.

## Pályafutása

### Klubcsapatokban
Brynjar Ingi Bjarnason az izlandi Akureyri városában született. Az ifjúsági pályafutását a helyi KA akadémiájánál kezdte.
2017-ben mutatkozott be a KA felnőtt csapatában. Még a 2017-es szezon elején kölcsönjátékosként a Einherji csapatához igazolt, de a klubnál egy mérkőzésen sem lépett pályára. A 2017-es szezon hátralévő részében és a 2018-as szezonban a Magninál szerepelt szintén kölcsönben. A 2021–22-es idényt már az olasz Lecce csapatánál indította. Először a 2021. szeptember 25-ei, Cittadella elleni mérkőzésen lépett pályára az klub színeiben.
2021. december 27-én a norvég Vålerenga együtteséhez igazolt. 2023. március 24-én a HamKam-hoz írt alá.

### A válogatottban
2021-ben debütált az izlandi válogatottban. Először a 2021. május 30-ai, Mexikó elleni barátságos mérkőzésen lépett pályára. Első gólját a 2021. június 8-án, a Lengyelország elleni barátságoson szerezte.

## Statisztikák
2023. április 10. szerint
| Klub               | Szezon   | Osztály         | Bajnokság | Bajnokság | Kupa  | Kupa | Nemzetközi | Nemzetközi | Összesen | Összesen |
| Klub               | Szezon   | Osztály         | Meccs     | Gól       | Meccs | Gól  | Meccs      | Gól        | Meccs    | Gól      |
| ------------------ | -------- | --------------- | --------- | --------- | ----- | ---- | ---------- | ---------- | -------- | -------- |
| Magni (kölcsönben) | 2017     | Inkasso deildin | 1         | 0         | 0     | 0    | —          | —          | 1        | 0        |
| Magni (kölcsönben) | 2018     | Inkasso deildin | 15        | 0         | 0     | 0    | —          | —          | 15       | 0        |
| Magni (kölcsönben) | Összesen | Összesen        | 16        | 0         | 0     | 0    | 0          | 0          | 16       | 0        |
| KA                 | 2019     | Pepsideild      | 12        | 0         | 2     | 0    | —          | —          | 14       | 0        |
| KA                 | 2020     | Pepsideild      | 18        | 2         | 1     | 1    | —          | —          | 19       | 3        |
| KA                 | 2021     | Pepsideild      | 10        | 1         | 2     | 2    | —          | —          | 12       | 3        |
| KA                 | Összesen | Összesen        | 40        | 3         | 5     | 3    | 0          | 0          | 45       | 6        |
| Lecce              | 2021–22  | Serie B         | 1         | 0         | 0     | 0    | —          | —          | 1        | 0        |
| Vålerenga          | 2022     | Eliteserien     | 14        | 0         | 0     | 0    | —          | —          | 14       | 0        |
| HamKam             | 2023     | Eliteserien     | 1         | 0         | 0     | 0    | —          | —          | 1        | 0        |
| Összesen           | Összesen | Összesen        | 72        | 3         | 5     | 3    | 0          | 0          | 77       | 6        |

### A válogatottban
| Válogatott | Év       | Pályára lépés | Gól |
| ---------- | -------- | ------------- | --- |
| Izland     | 2021     | 10            | 2   |
| Izland     | 2022     | 4             | 0   |
| Összesen   | Összesen | 14            | 2   |

#### Góljai a válogatottban
| # | Időpont             | Helyszín                               | Ellenfél        | Gólok | Eredmény | Kiírás               |
| - | ------------------- | -------------------------------------- | --------------- | ----- | -------- | -------------------- |
| 1 | 2021. június 8.     | Stadion Miejski, Poznań, Lengyelország | Lengyelország   | 2–1   | 2–2      | barátságos mérkőzés  |
| 1 | 2021. szeptember 5. | Laugardalsvöllur, Reykjavík, Izland    | Észak-Macedónia | 1–2   | 2–2      | 2022-es VB-selejtező |